# Казанцев, Михаил Васильевич (легкоатлет)
Михаил Васильевич Казанцев (род. 30 июля 1927, Грозный, Северо-Кавказский край) — советский спринтер, двукратный чемпион СССР в эстафетном беге 4×100 метров в 1951 и 1952 годах, участник летних Олимпийских игр 1952 года в Хельсинки. На Олимпийских играх представлял страну в беге на 100 метров. В предварительном забеге занял третье место с результатом 11,16 сек и не попал в финальный забег.

## Спортивные результаты
- Чемпионат СССР по лёгкой атлетике 1951 года:
  - Эстафета 4×100 метров —  (команда РСФСР-I — 42,5);
- Чемпионат СССР по лёгкой атлетике 1952 года:
  - Эстафета 4×100 метров —  (команда Профсоюзы-I — 42,2);

## Семья
Супруга — Флора Казанцева — чемпионка и призёр чемпионатов СССР в беге на короткие дистанции и эстафетном беге, участница летних Олимпийских игр 1952 года, мастер спорта СССР.